# Annemarie Moser (Schriftstellerin)
Annemarie E.[uphrosine] Moser (* 17. August 1941 in Wiener Neustadt) ist eine österreichische Schriftstellerin.

## Leben
Annemarie E. Moser war nach den Grundschulen und nach einer Bürolehre als Buchhalterin bis 1979 tätig. Eine erste Veröffentlichung erschien 1977. Sie bildete sich auf dem 2. Bildungsweg weiter und lebt und arbeitet in Wiener Neustadt.

## Auszeichnungen
- 1978 Anerkennungspreis des Landes NÖ
- 1980 Förderungspreis des Landes NÖ
- 1980 1. Preis im profil-Autorenwettbewerb
- 1980 Buchprämie des BMUK
- 1982 Otto-Stoessl-Preis
- 1983 Buchprämie des BMUK
- 1985 Förderungspreis aus dem Theodor-Körner-Stiftungsfonds
- 1986 Förderungspreis für Lyrik des BMUK
- 1987 Anerkennungspreis für Literatur Stadt Wiener Neustadt
- 1991 Kulturpreis für Literatur Stadt Wiener Neustadt
- 1996 Würdigungspreis des Landes Niederösterreich für Literatur
- 2019 Irene-Harand-Preis Marktgemeinde Wiener Neudorf

## Publikationen
- Türme. Roman, Styria Verlag, Graz 1981, ISBN 3-222-11330-0.
- Anreden. Gedichte. Lyrik aus Österreich – Band 16, Grasl, Baden bei Wien 1980.
- Die vergitterte Zuflucht. Roman, Styria Verlag, Graz 1982, ISBN 3-222-11427-7.
- Umbruch des Herzens. Weilburg-Lyrikreihe, Weilburg-Verlag, Wiener Neustadt 1984, ISBN 3-900100-16-0.
- Das eingeholte Leben. Roman, Styria Verlag, Graz 1986, ISBN 3-222-11678-4.
- Andeutungen eines lebendigen Menschen. Roman, Styria Verlag, Graz 1991, ISBN 3-222-12009-9.
- Spuren legen. Literaturedition Niederösterreich, St. Pölten 2000, ISBN 3-901117-51-2.
- Credo mit Zubehör. Gedichte. Merbod, Wiener Neustadt 2000, ISBN 3-900844-48-8.
- mit Elfriede Mejchar: Wie weiß die Gipfel der See. Literaturedition Niederösterreich, St. Pölten 2000, ISBN 3-901117-78-4.
- mit Georg Königstein (Illustrator): Reise über den Rosenbogen. Ed. Koenigstein, Klosterneuburg 2005, ISBN 3-901495-37-1.
- Annemarie E. Moser. Ausgewählte Gedichte. Literaturkreis Schloss Neulengbach, Podium, Wien 2006, ISBN 978-3-902054-43-2.
- Die Peripherie des Glücks. Erzählungen, Verein Alltag Verlag, Wiener Neustadt 2009, ISBN 978-3-902282-22-4.
- Hörst du die Nacht. mit Stahlmonotypien von Robert Hammerstiel, Literaturedition Niederösterreich, St. Pölten 2011, ISBN 978-3-902717-11-5.
- Flugsandflug. Gedichte. Selbstverlag. 2015. bei der Autorin erhältlich.
- Keine Zeugen. Kurzgeschichten und Glossen. Verein Alltag Verlag, Wiener Neustadt 2016, ISBN 978-3-902282-58-3.
- Morgenlichtwind in den Pappeln. Edition PEN Löcker Verlag Wien, ISBN 978-3-99098-009-5